# Catacomba di San Panfilo
La catacomba di San Panfilo è una catacomba di Roma, che si estende sotto le vie Paisiello e Spontini, nel quartiere Pinciano.

## Toponimo
Il nome della catacomba deriva dalla figura di un martire, Panfilo, di origini cartaginesi.

## Topografia
La catacomba è posta sull'antico tracciato della via Salaria vetus, sotto le attuali vie Paisiello e Spontini: l'accesso attuale si trova nella chiesa di Santa Teresa del Bambin Gesù in Panfilo. Le fonti antiche identificano questa catacomba come la prima sulla via Salaria vetus, uscendo da porta Pinciana.
Il cimitero si sviluppa su tre piani: un primo ed un secondo piano collegati tra loro, ed un piano intermedio. Il piano inferiore, posto a 20 metri sotto il piano di campagna, è il più antico, risalente al III secolo: è composto da un'arteria principale, una specie di decumanus ipogeo lungo circa 60 metri, su cui si innestano perpendicolarmente altre gallerie. Nel corso del IV secolo, sempre a questo livello, fu aggiunta una nuova regione, composta da altre gallerie: qui si trova il famoso cubiculum duplex, ove furono scoperte le spoglie del martire Panfilo. Il piano intermedio è composto essenzialmente da due ambulacri collegati tra loro da una serie di gallerie. Il primo piano, molto rovinato dalle costruzioni del sopraterra, è datato tra il 348 ed il 361.

## Storia
Il nucleo primitivo della catacomba risale al III secolo. Con l'abbandono progressivo delle catacombe, il nostro cimitero cadde completamente nell'oblio. Fu riscoperto da Antonio Bosio, che penetrò nel primo livello il 16 maggio 1594. Dopo di lui, la catacomba rimase per altri tre secoli nascosta ai corpisantari (cercatori di reliquie dei martiri), e ciò permise il suo perfetto stato di conservazione, almeno relativamente ai due piani inferiori. 
La riscoperta e la definitiva identificazione avvenne grazie all'archeologo Enrico Josi, nel 1920 e negli anni successivi:
(Testo della relazione di E. Josi citato da De Santis - Biamonte, p. 151 (cf. bibliografia))
Le lastre iscritte della catacomba di san Panfilo erano note agli studiosi, grazie alle pubblicazioni di Enrico Josi.

## Martiri della catacomba
Le antiche fonti liturgiche ed archeologiche ignorano completamente sia la catacomba che i martiri ivi sepolti: di conseguenza non esiste traccia di una basilica nel sopraterra che ricordi il culto di un santo o di un martire. Solo gli Itinerari per pellegrini, a partire dal VII secolo, la menzionano. E ricordano la presenza nel cimitero di tre santi: Panfilo, Candido e Quirino, con molti altri martiri. Il “De locis sanctis martyrum quae sunt foris civitatis Romae” (itinerario per pellegrini) menziona i due ultimi martiri, ma di essi non sono state trovate tracce archeologiche nel cimitero ipogeo. Il “Martirologio Geronimiano” nomina il santo africano Panfilo, il 21 settembre, il cui culto martiriale è stato messo in luce nel cosiddetto "cubicolo doppio" del piano inferiore della catacomba.

## Descrizione
Dal punto di vista architettonico ed iconografico, il livello più interessante è decisamente il terzo, quello più in profondità. Qui si trova una pittura, risalente al VI secolo, raffigurante una Madonna col bambino con un'iscrizione: l'opera fu gravemente danneggiata da un operaio della ditta costruttrice della palazzina del sopraterra, che, penetrato nella galleria al momento della sua scoperta da parte dello Josi, scalpellò via la pittura.
In questo livello si trova il “cubicolo doppio”, realizzato per ospitare le reliquie di san Panfilo. Il primo ambiente, con copertura a crociera, ospita alcuni loculi sui lati e alcune forme (tombe terragne). Nella parete di fondo c'è l'apertura che immette al secondo ambiente, che ha una copertura con volta a botte. Nella parte di fondo vi è un arcosolio che ospita una tomba a mensa: ossia il corpo del defunto non era semplicemente depositato nel loculo, ma questo era scavato nel muro come un sarcofago, chiuso da una lastra di marmo. Ai due lati della tomba vi sono due cattedre (o seggiole) scavate nella parete. Addossato all'arcosolio, nel V-VI secolo fu aggiunto un altare, foderato con lastre di marmo. Al centro dell'altare una finestrella permetteva di vedere le reliquie del martire. Nelle altre pareti del cubicolo sono stati trovati molti graffiti altomedievali, tra cui si segnalano quelle di diversi presbiteri: Leo romanus, Maiulus peccator, Madalger. Ma il graffito più importante è quello che nomina il martire del cubicolo con la dicitura “scs Panfilu”.
Il livello intermedio è caratterizzato da molte sepolture di bambini: in base a un'indagine statistica, lo Josi ha stabilito che in questo livello vi sono 83 tombe di bambini o ragazzi, e solo 36 di adulti. Anche le suppellettili, ancora ben conservate al loro posto, riflettono questa caratteristica: vi si trovano campanellini, oggetti in avorio, statuette e bamboline.
Il livello superiore, povero in reperti archeologici, è datato da due iscrizioni trovate sul posto e risalenti agli anni 348 e 361.
La catacomba infine è importante per le iscrizioni ivi trovate, che sono tra le "più interessanti del patrimonio epigrafico della Roma sotterranea", secondo l'archeologo Giuseppe Biamonte.